# 普通外科

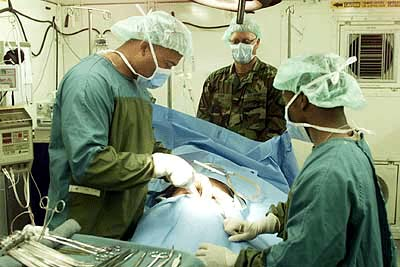
外科医生施行手术。

普通外科（英語：General surgery），简称为普外科，又可称为一般外科、基本外科，是以腹部脏器、甲状腺及皮肤相关外科疾病为核心的外科分支学科。诊疗领域具体包括食道、胃、小腸、大腸、肝臟、膽囊、胰臟和膽管等消化系统，也處理像是甲狀腺、副甲狀腺、乳房、皮膚腫瘤、軟組織、周邊血管等組織與器官。此外，創傷和疝氣也是普通外科處理的領域之一。
普通外科被外科醫師視為是所有外科的基礎與起點，對於外科醫師的養成與訓練來說，是相當重要的科別。
在中文语境里，“普通外科医生”常被误解为所谓“水平普通的‘外科医生’”，而实际上“普通外科医生”是指“从事‘普通外科’的医生”。

## 亚专科
普通外科可进一步细分为以下亚专科：
- 创伤外科
- 腹腔镜外科
- 结直肠外科
- 血管外科
- 内分泌外科
- 移植外科
- 肿瘤外科
- 胸腔外科
- 小儿外科
- 骨科